# Ван Дейк, Ге
Герард Ян (Ге) ван Дейк (нидерл. Gerard Jan "Gé" van Dijk; 15 августа 1923, Амстердам — 29 мая 2005, там же) — нидерландский футболист и тренер. В бытность игроком выступал на позиции нападающего за амстердамский «Аякс». В составе клуба, в период с 1943 по 1957 год сыграл в чемпионате 325 матчей и забил 89 голов. Двукратный чемпион Нидерландов, в сезоне 1950/1951 становился лучшим бомбардиром чемпионата. С 1960 года был главным тренером амстердамского клуба АФК.

## Биография
Ге ван Дейк родился 15 августа 1923 года в городе Амстердам. Во время Второй мировой войны Ван Дейк стал выступать в составе амстердамского «Аякса». В составе клуба Герард дебютировал 12 сентября 1943 года в матче против клуба «Эмма», завершившемся победой амстердамцев со счётом 5:3.
Ге выступал за «Аякс» до 1957 года. Всего за «Аякс» Ван Дейк провёл в чемпионате 325 матчей и забил 89 мячей, он также стал Чемпионом Нидерландов в 1947 и 1957 году, а в сезоне 1950/1951 стал лучшим бомбардиром чемпионата. Дуэт нападающих «Аякса» из Ге ван Дейка и Гюса Дрегера был одним из лучших в чемпионате. В последние годы своей карьеры Ван Дейк был капитаном команды.

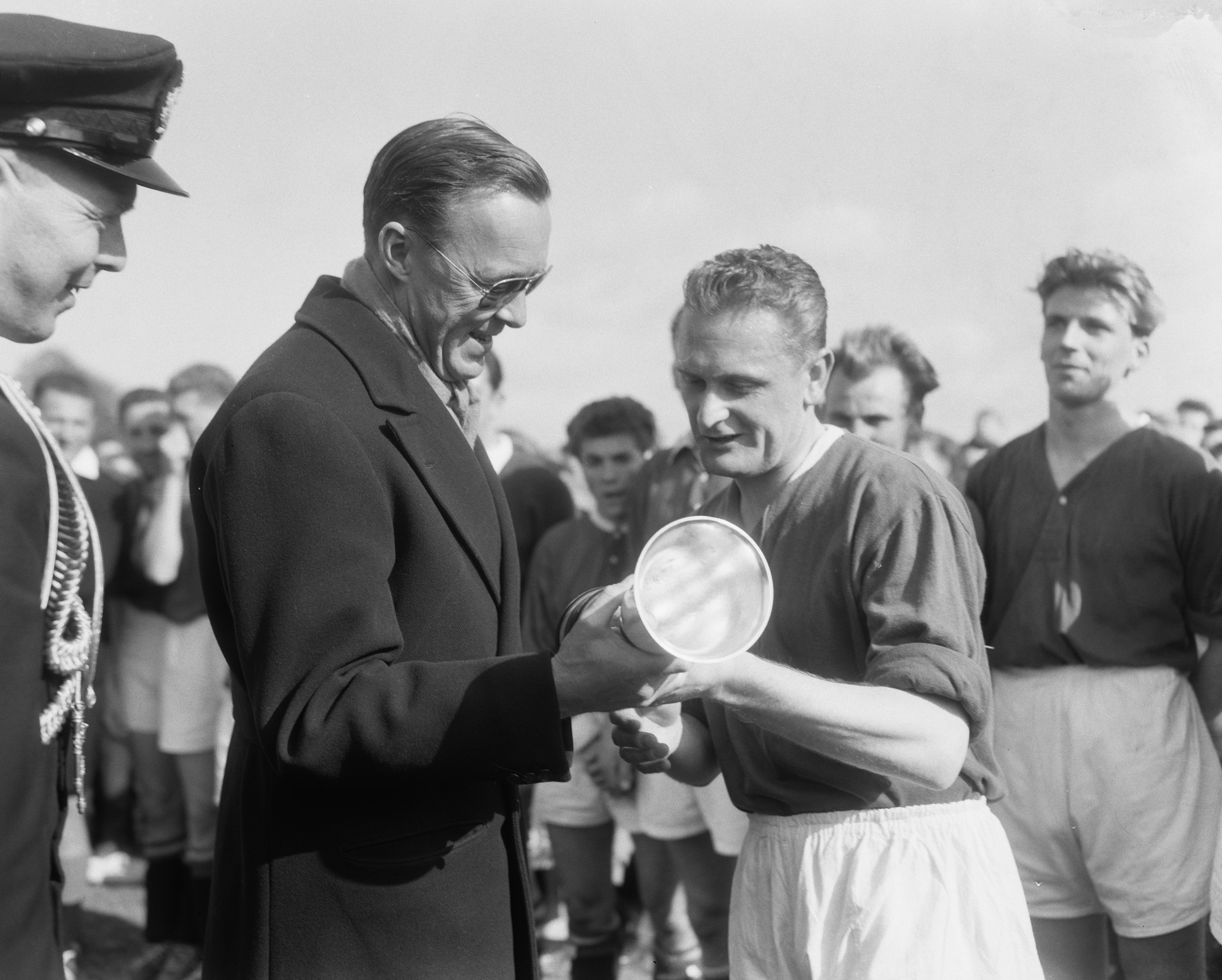
Принц Бернард вручает ван Дейку кубок после победы над ПСВ, 30 апреля 1957 года

За национальную сборную Нидерландов Герард дебютировал 21 сентября 1947 года в товарищеском матче против Швейцарии, завершившемся крупной победой голландцев со счётом 6:2. В том матче играло сразу несколько футболистов «Аякса», Гюус Дрегер, Хенк ван дер Линден и Йоп Стоффелен, который также проводил свою первую игру за сборную. Спустя полгода, 14 марта 1948 года Ван Дейк сыграл свой второй матч за сборную, в товарищеской игре в городе Антверпене голландцы встретились со сборной Бельгией. Матч завершился вничью 1:1, в составе голландской команды голом отметился нападающий Абе Ленстра, у бельгийцев Аугуст ван Стелант. В апреле 1948 и в марте 1949 года Герард вновь вызывался в сборную, но так и не принял участие в матчах.
После 1957 года Ге выступал за любительскую команду «Аякса», а позже был помощником тренера в «Аяксе».
В 1960 году Герард стал главным тренером амстердамской команды АФК, выступавшей во втором футбольном классе Нидерландов. В первый же сезон под руководством Ван Дейка команда заняла первое место в своём классе. Перейдя в первый класс АФК в сезоне 1961/1962 занял в чемпионате только пятое место, но уже в следующем сезон клуб занял первое место. Попав в третий по силе чемпионат в Нидерландах АФК в сезоне 1962/1963 занял последнее место в турнирной таблице и вернулся обратно в первый класс. В 1964 году Ван Дейк из-за болезни был вынужден временно оставить пост главного тренера, но на его место пришёл другой бывший игрок «Аякса» Ринус Михелс, только начинавший свою тренерскую карьеру.
29 мая 2005 года после непродолжительной болезни Герард скончался в своём доме в Амстердаме в возрасте 81 года.

## Статистика по сезонам
| Клуб             | Сезон            | Чемпионат Нидерландов | Чемпионат Нидерландов | Кубок Нидерландов | Кубок Нидерландов | Итого | Итого |
| Клуб             | Сезон            | Игры                  | Голы                  | Игры              | Голы              | Игры  | Голы  |
| ---------------- | ---------------- | --------------------- | --------------------- | ----------------- | ----------------- | ----- | ----- |
| Аякс             | 1942/43          | 0                     | 0                     | 3                 | 1                 | 3     | 1     |
| Аякс             | 1943/44          | 16                    | 3                     | 1                 | 0                 | 17    | 3     |
| Аякс             | 1945/46          | 24                    | 11                    | 1                 | 1                 | 25    | 12    |
| Аякс             | 1946/47          | 30                    | 9                     |                   |                   | 30    | 9     |
| Аякс             | 1947/48          | 20                    | 4                     |                   |                   | 20    | 4     |
| Аякс             | 1948/49          | 20                    | 8                     | ?                 | ?                 | 20    | 8     |
| Аякс             | 1949/50          | 26                    | 10                    |                   |                   | 26    | 10    |
| Аякс             | 1950/51          | 18                    | 7                     |                   |                   | 18    | 7     |
| Аякс             | 1951/52          | 30                    | 12                    |                   |                   | 30    | 12    |
| Аякс             | 1952/53          | 26                    | 8                     |                   |                   | 26    | 8     |
| Аякс             | 1953/54          | 15                    | 6                     |                   |                   | 15    | 6     |
| Аякс             | 1954/55          | 33                    | 4                     |                   |                   | 33    | 4     |
| Аякс             | 1955/56          | 34                    | 2                     |                   |                   | 34    | 2     |
| Аякс             | 1956/57          | 33                    | 5                     | 3                 | 1                 | 36    | 6     |
| Всего за карьеру | Всего за карьеру | 325                   | 89                    | 8+                | 3+                | 333+  | 92+   |

## Статистика

### Матчи ван Дейка за сборную Нидерландов
| Матчи ван Дейка за сборную Нидерландов | Матчи ван Дейка за сборную Нидерландов | Матчи ван Дейка за сборную Нидерландов | Матчи ван Дейка за сборную Нидерландов | Матчи ван Дейка за сборную Нидерландов | Матчи ван Дейка за сборную Нидерландов |
| -------------------------------------- | -------------------------------------- | -------------------------------------- | -------------------------------------- | -------------------------------------- | -------------------------------------- |
| №                                      | Дата                                   | Соперник                               | Счёт                                   | Голы ван Дейка                         | Соревнование                           |
| 1                                      | 21 сентября 1947                       | Швейцария                              | 6:2                                    | —                                      | Товарищеский матч                      |
| 2                                      | 14 марта 1948                          | Бельгия                                | 1:1                                    | —                                      | Товарищеский матч                      |

Итого: 2 матча / 0 голов; 1 победа, 1 ничья, 0 поражений.

## Достижения
«Аякс»
- Чемпион Нидерландов (2): 1946/47, 1956/57